# ひまわり (長渕剛の曲)
「ひまわり」は、日本のシンガーソングライターである長渕剛の30枚目のシングルである。
アルバム『ふざけんじゃねぇ』（1997年）からの先行シングルであり、オリコンチャートでは最高位5位であったが登場回数は19回とロングヒットとなり、売り上げ枚数は69.5万枚を記録した。
長渕主演のテレビ朝日系テレビドラマ『ボディーガード』（1997年）の主題歌として使用された。

## 背景
1994年の長渕本人の急病によるライブツアーの中断により、多額の負債処理が発生し所属事務所であるオフィスレンの会長、社長をはじめ社員6人が退社する事態となっていた。これを巡り、レコード会社を東芝EMIからポリグラム（ポリドール・レコード）への移籍、さらに事務所を古巣であるユイ音楽工房に戻し再出発するという計画がトップレベルで進められていた。しかし、1995年1月24日に長渕は大麻取締法違反で逮捕、後に保釈され不起訴となったが、この件で前述の計画は頓挫する事となった。
その後、東芝EMI所属のままで10月4日にはシングル「友よ」（1995年）、翌1996年1月1日にはアルバム『家族』（1996年）、4月30日には『家族』より「傷まみれの青春」（1996年）をシングルカットとしてリリースした。しかし、東芝EMIにとって長渕は高い売り上げを誇るミュージシャンの一人であったが、度重なるトラブルから来るマイナスイメージにより東芝EMI内部でも不要論が巻き起こっており、前述の作品を持って東芝EMIから離脱する事が決定した。
その後、2月27日には新たな所属レコード会社としてフォーライフ・レコードへ移籍する事が正式に決定、移籍第一弾として本作がリリースされた。

## 音楽性
歌詞の内容は、ひまわりのように強く逞しく生きていこうと訴えるものとなっており、曲調は「RUN」（1993年）以来の民族音楽風の曲である。
音楽情報サイト『CDジャーナル』では、「エキゾチックなムードも携えた大陸的な広大なスケールで描くロードムーヴィー風の曲調」と表記されている。
文芸雑誌『文藝別冊 長渕剛 民衆の怒りと祈りの歌』にて、小説家の柳美里は「『ひまわり』は、風と土の歌です。風は土を信じてひまわりの種を運び、土は風を信じてひまわりの種を待つ。信頼の歌なんですね」と語っている。

## リリース
1997年7月2日にフォーライフ・レコードからリリースされた。
カップリング曲の「真っすぐな瞳のかあちゃん」は、「MOTHER」（『JAPAN』収録、1991年）に続く、当時認知症を患っていた母親、マス子の事を歌った曲。アルバムには未収録となった。

## 批評
| 専門評論家によるレビュー | 専門評論家によるレビュー |
| レビュー・スコア         | レビュー・スコア         |
| 出典                     | 評価                     |
| ------------------------ | ------------------------ |
| CDジャーナル             | 肯定的                   |

音楽情報サイト『CDジャーナル』では、「華美な装飾を廃した素朴な展開だからこそ、渋味ある歌声で伝うメッセージがジワジワと沁みてくる」と評されている。

## メディアでの使用
本作はTBS系テレビドラマ『RUN』（1993年）以来約4年ぶりとなった、長渕主演によるテレビ朝日系テレビドラマ『ボディガード』（1997年）の主題歌として使用された。

## チャート成績
オリコンチャートでは最高位5位となり、その後19回ランキングに登場とロングセラーとなり、売り上げ枚数は69.5万枚となった。

## シングル収録曲
| 全作詞・作曲: 長渕剛。 |                                    |           |            |                  |      |
| #                      | タイトル                           | 作詞      | 作曲・編曲 | 編曲             | 時間 |
| 1.                     | 「ひまわり」                       | 長渕剛    | 長渕剛     | 笛吹利明、長渕剛 | 6:49 |
| 2.                     | 「真っすぐな瞳のかあちゃん」       | 長渕剛    | 長渕剛     | 笛吹利明         | 6:22 |
| 3.                     | 「ひまわり（オリジナルカラオケ）」 | 長渕剛    | 長渕剛     | 笛吹利明、長渕剛 | 6:49 |
| 合計時間:              | 合計時間:                          | 合計時間: | 20:00      |                  |      |

## スタッフ・クレジット

### 参加ミュージシャン
- 島村英二 - ドラムス
- 美久月千晴 - ベース
- 長渕剛 - アコースティック・ギター
- 笛吹利明 - チャランゴ
- 矢島賢 - エレクトリックギター
- 中西康晴 - キーボード
- エルトン永田 - キーボード
- 浜口茂外也 - パーカッション
- 渋谷年治 - シンセサイザー・プログラマー
- 梅崎俊春 - シンセサイザー・プログラマー

### スタッフ
- 長渕剛 - プロデューサー
- 瀬尾一三 - コ・プロデューサー
- 笛吹利明 - コ・プロデューサー
- 加藤謙吾 (Z's) - レコーディング・エンジニア、ミックス・エンジニア
- 池田雅彦（フォーライフ・レコード） - A&R
- 和井内貞宣（ユイ音楽工房） - A&R

## 収録アルバム
- 『ふざけんじゃねぇ』（1997年）
- 『ACOUSTIC 俺の太陽』（1999年）
- 『BEST〜風〜』（2002年）
- 『YAMATO』（2005年）
- 『Tsuyoshi Nagabuchi All Time Best 2014 傷つき打ちのめされても、長渕剛。』（2014年）
- 『富士山麓 ALL NIGHT LIVE 2015』（2016年）